# Theo Wilson
Theo Wilson (geb. Theodora Nadelstein, 22. Mai 1917 in Brooklyn, New York; gest. 17. Januar 1997 in Los Angeles) war eine US-Amerikanische Reporterin. Sie wurde bekannt für ihre Reportagen über spektakuläre Gerichtsverfahren gegen Serienmörder, Attentate und Radikale für die Daily News of New York, unter anderem die Verfahren von Patty Hearst, Sirhan Sirhan und Charles Manson.

## Leben

### Jugend und Ausbildung
Theodora Nadelstein wurde am 22. Mai 1917 in Brooklyn, New York, geboren. Ihre Eltern ware Adolph und Rebecca Nadelstein. Adolph war der Gründer der Nadelstein Press. Zu ihren frühen Veröffentlichungen gehören eine Geschichte über den Affen der Familie für ein überregionales Magazin, die sie im Alter von acht Jahren veröffentlichte, sowie zahlreiche Gedichte, Kurzgeschichten, Theaterstücke und Artikel, die an der Girls High School in Brooklyn entstanden.

### Karriere
An der University of Kentucky arbeitete sie beim The Kentucky Kernel als Kolumnistin und Associate Editor (stellvertretende Redakteurin). Nach ihrem Abschluss mit Auszeichnung durch Phi Beta Kappa im Jahr 1937 wurde sie von der Evansville Press in Indiana eingestellt und bald zur Redakteurin für die Drei-Staaten-Region (tri-state editor) befördert. Nach ihrer Tätigkeit in Evansville zog sie nach Indianapolis, um den Fernsehnachrichtensprecher Bob Wilson zu heiraten und bekam eine Anstellung bei der Indianapolis Times. Später arbeitete sie beim News Leader in Richmond, Virginia, wo sie begann, über Gerichtsverfahren zu berichten, dann beim Büro der Associated Press in Philadelphia und beim Philadelphia Bulletin, bevor sie und ihr Mann 1952 in ihre Heimatstadt New York zurückkehrten und sie eine Anstellung bei den Daily News fand.
Während ihrer dortigen Laufbahn berichtete Wilson über die wichtigsten Prozesse gegen Samuel Sheppard, Patty Hearst, Sirhan Sirhan, Charles Manson, Jack Ruby, Angela Davis, David “Son of Sam” Berkowitz und Claus von Bülow.
Da sie für die Daily News über so viele wichtige Prozesse berichtete, von denen viele in Kalifornien stattfanden, schlug die Zeitung ihr vor, ein Büro an der Westküste zu eröffnen. Das Büro in Los Angeles wurde 1973 mit Wilson als Hauptkorrespondentin eröffnet. Ein Problem, das sich für sie in Südkalifornien ergab, war, dass sie wie viele New Yorker kein Auto fuhr. Als 1976 ein Schulbusfahrer und die 26 Kinder in seiner Obhut in einer Kleinstadt 320 Kilometer nördlich von Los Angeles entführt wurden, rief sie ein Taxi, um dorthin zu fahren.
Nach Veränderungen bei der Daily News akzeptierte Wilson 1982 einen Auflösungsvertrag. Sie schrieb weiterhin als freie Journalistin und berichtete über Gerichtsverfahren für Zeitungen und Kabelfernsehsendungen.

## Persönliches
Wilson ließ sich 1960 von Bob Wilson scheiden. Sie hatten einen Sohn, Delph, der 1946 geboren wurde. Später entwickelte sie eine Beziehung mit dem Journalistenkollegen Doc Quigg.
Sie war mit der Starjournalistin Dorothy Kilgallen befreundet.
Ihre Memoiren „Headline Justice“ wurden 1996 veröffentlicht.

## Tod
Wilson starb am 17. Januar 1997, in Los Angeles an einer Hirnblutung.

## Vermächtnis
Der Theo Wilson Square, eine Kreuzung im Stadtteil Hollywood Heights von Los Angeles, wo sie 25 Jahre lang gelebt hatte, wurde 1997 nach ihr benannt.

## Ehrungen
- 1972: Front Page Award für die beste Nachrichtenmeldung zum Redaktionsschluss.[6]